# Vuk
Vuk je priimek več znanih Slovencev:
- Anton Vuk (1883—1967), zadružni in narodnoprosvetni delavec
- Drago Vuk (*1951), kemik in ekolog, univ. prof.
- Franc Vuk (1897—1968), gospodarstvenik in kulturni delavec
- Goran Vuk (*1987), nogometaš
- Ivan Vuk (1882—1939), pisatelj, publicist, kulturnopolitični delavec
- Janez Vuk (*1951), ekonomist in publicist
- Jelica Vuk-Sadar (1894—1931), koncertna pevka
- Jožef/Josip (Giuseppe) Vuk (1802—1881), duhovnik, leksikograf (slovaropisec)
- Marko Vuk (1947—2004), umetnostni zgodovinar
- Martina Vuk (*1979), pravnica, sindikalistka in političarka
- Slobodan Vuk (*1989), nogometaš
- Stanko Vuk (1912—1944), pesnik in pisatelj, krščanski socialist, žrtev atentata skupaj z ženo Danico, r. Tomažič
- Tereza Vuk (1976—2024), pisateljica in kolumnistka
- Tomaž Vuk (*1929), čevljar, ustanovitelj podjetja Ciciban Miren (preživel Buchenwald)
- Tomaž Vuk (*1968), kemijski tehnolog, menedžer
- Vesna Vuk Godina (*1957), antropologinja, publicistka
- Vili Vuk (1942—2017), novinar, urednik, prevajalec, kulturni kritik, etnolog, muzealec

## Glej še
- priimke Volk, Vouk, Vovk (pri Slovencih) ter Vučić itd. (pri Srbih, Črnogorcih...)
- osebno ime Vuk (pri Srbih...: Vuk Branković, Vuk Karadžić, Vuk Drašković, Vuk Jeremić)